# Typhlonesticus idriacus
Espèce
Synonymes
- Nesticus idriacus Roewer, 1931

Typhlonesticus idriacus est une espèce d'araignées aranéomorphes de la famille des Nesticidae.

## Distribution
Cette espèce se rencontre dans des grottes en Slovénie, en Italie en Vénétie et en Frioul-Vénétie Julienne et en Autriche en Carinthie,.

## Description
Le mâle mesure 3,2 mm et la femelle 6,1 mm.

## Étymologie
Son nom d'espèce lui a été donné en référence au lieu de sa découverte, Idrija.

## Publication originale
- Roewer, 1931 : Arachnoideen aus südostalpinen Höhlen gesammelt von Herrn Karl Strasser in den Jahren 1929 und 1930. Mitteilungen über Höhlen- und Karstforschung, vol. 1931, p. 1-17.